# تاريخ ليتوانيا

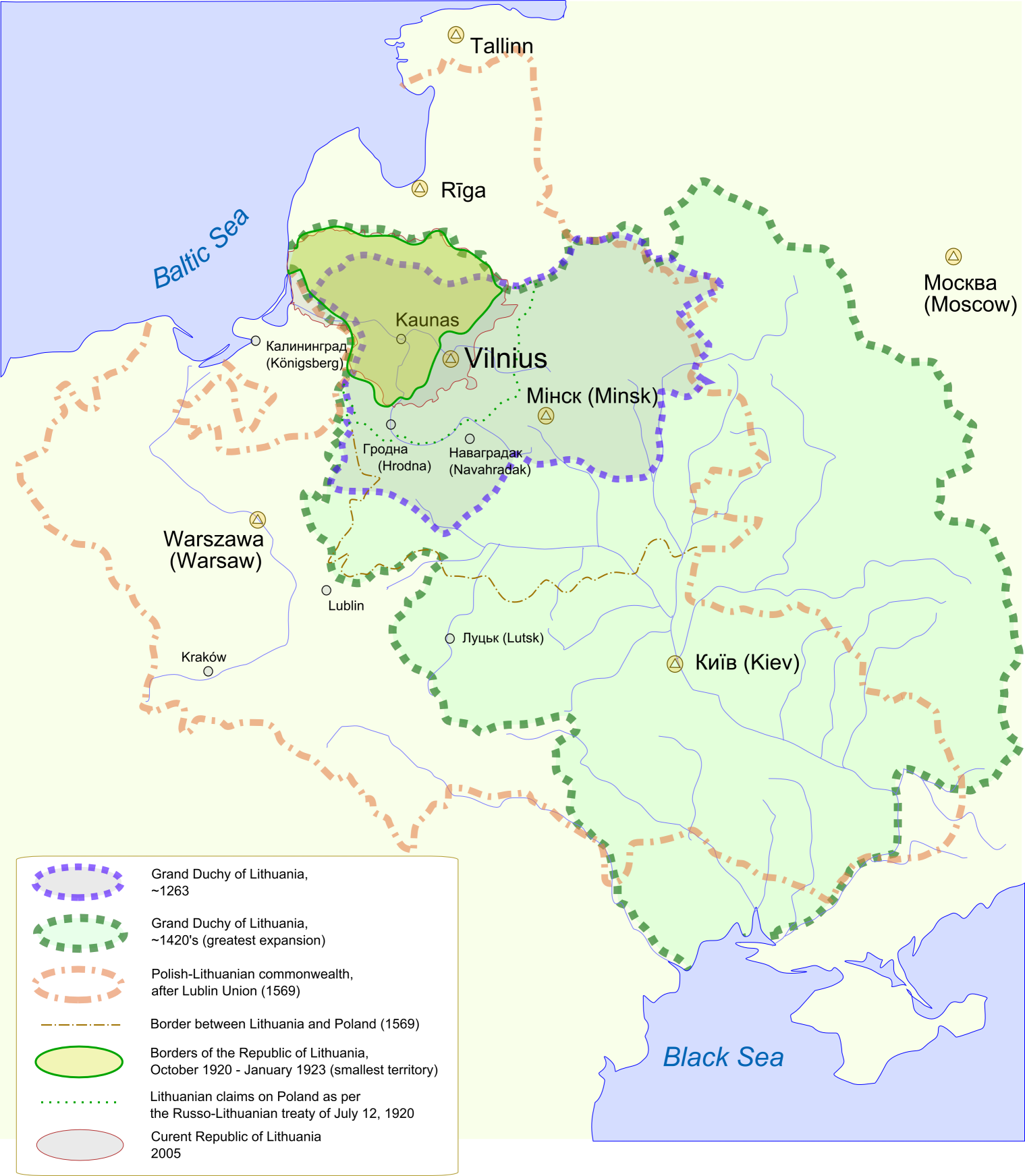

تاريخ ليتوانيا يعود للمستوطنات التي تأسست عدة آلاف من السنين، ولكن يعود أول استخدام رسمي لأسم هذا البلد إلى 1009 م. الليتوانيون، هم أحد شعوب البلطيق، في وقت لاحق غزوا الأراضي المجاورة وأنشأوا دوقية ليتوانيا الكبرى في القرن ال13 (وكذلك المملكة قصيرة الأجل ليتوانيا). كانت الدوقية الكبرى دولة محاربة ناجحة ودائمة. فقد ظلت مستقلة بشراسة وكانت واحدة من آخر المناطق في أوروبا التي تبنت المسيحيين (في بداية القرن 14). هذه القوة الهائلة، أصبحت أكبر دولة في أوروبا في القرن الخامس عشر من خلال الاستيلاء على مجموعات كبيرة من السلاف الشرقيون الذين كانوا يقيمون في روتينيا. في 1385، شكلت الدوقية إتحاد سلالي مع بولندا من خلال اتحاد كروو. في وقت لاحق، أنشأ اتحاد لوبلين (1569) الكومنولث البولندي الليتواني التي استمرت حتى عام 1795، عندما محى تقاسم بولندا كل من ليتوانيا وبولندا من الخريطة السياسية. بعد ذلك، عاش ليتوانيا تحت حكم الإمبراطورية الروسية حتى القرن العشرين.
في 16 فبراير 1918، أُعيد تأسيس ليتوانيا بصفتها دولة ديمقراطية. بقيت مستقلة حتى بداية الحرب العالمية الثانية، إذ احتلّها الاتحاد السوفيتي بموجب شروط مولوتوف ريبنتروب. بعد أن شنّ النازيون حربًا على الاتحاد السوفيتي واحتلّتها ألمانيا النازية لفترة وجيزة، اندمجت ليتوانيا مرة أخرى في الاتحاد السوفيتي لمدة ما يقرب من 50 عامًا. في الفترة 1990-1991، استعادت ليتوانيا سيادتها بموجب قانون إعادة إنشاء دولة ليتوانيا. انضمت ليتوانيا إلى حلف الناتو في عام 2004 والاتحاد الأوروبي ضمن توسيعه في عام 2004.

## قبل قيام الدولة

### بداية التوطّن
وصل أوائل البشر إلى أراضي ليتوانيا الحديثة في النصف الثاني من الألفية العاشرة قبل الميلاد بعد انحسار الأنهار الجليدية في نهاية العصر الجليدي الأخير. وفقًا للمؤرخة ماريا غيمبوتاس، قدِم هؤلاء المستوطنون من وجهتين: شبه جزيرة يوتلاند ومن بولندا الحالية. لقد جلبوا ثقافتين مختلفتين، كما يتضح من الأدوات التي استخدموها. كانوا صيادين متنقّلين ولم يشكلوا مستوطنات مستقرة. في الألفية الثامنة قبل الميلاد، أصبح المناخ أكثر دفئًا، ونمت الغابات. خفّت عندئذ وتيرة ترحال سكان ليتوانيا الحالية وانخرطوا في الصيد المحلي والتجمّع وصيد الأسماك في المياه العذبة. خلال الألفية السادسة إلى الخامسة قبل الميلاد، دجّنوا مختلف الحيوانات وأصبحت المساكن أكثر تطورًا لإيواء العائلات الكبيرة. لم تظهر الزراعة حتى الألفية الثالثة قبل الميلاد بسبب المناخ القاسي والتضاريس وقلة الأدوات المناسبة لزراعة الأرض. بدأت الحرف والتجارة أيضًا في النشوء في هذا الوقت. ربما وصل متحدثون من شمال غرب الهند الأوروبية مع حضارة « تلخزف المحزّم» حوالي 3200/3100 قبل الميلاد.

### القبائل البلطيقية
كان الشعب الليتواني الأول فرعًا من جماعة قديمة تُعرف باسم شعب البلطيق. كانت التقسيمات القبلية الرئيسة لشعب البلطيق هي البروسيون القدماء من غرب البلطيق واليوتفنجيون والليتوانيون من شرق البلطيق واللاتفيون. تحدث شعب البلطيق أشكالًا من اللغات الهندية الأوروبية. في يومنا الحاضر، لم يتبقَ من جنسيات البلطيق سوى الليتوانيين واللاتفيين، رغم وجود العديد من الجماعات أو القبائل البلطيقية في الماضي. اندمجت بعض هذه الجماعات مع الليتوانيين واللاتفيين (الساموغيتيون، والسيلونيون، والكورونيون، والسيميغاليون)، بينما اختفى وجود بعضها بعد أن احتلتها إمارة نظام التيوتون وضمّتها إليها (البروسيون القدماء، واليوتفنجيون، والسامبيون، والسكالفيون، والغالنديون).
لم تكوّن قبائل البلطيق علاقات ثقافية أو سياسية وثيقة مع الإمبراطورية الرومانية، لكنها حافظت على العلاقات التجارية. نحو عام 97 للميلاد، وصف تاسيتوس في دراسته «جرمانيا» الشعب الإيستي، وهم سكان شواطئ بحر البلطيق الجنوبية الشرقية الذين كانوا ربما من شعب البلطيق. تميّز شعب البلطيق الغربي وأصبح معروفًا بالنسبة للمؤرخين في الخارج أولًا. عرف بطليموس في القرن الثاني بعد الميلاد الغالنديين واليوتفنجيون، وقد ذكر المؤرخون في العصور الوسطى الأولى البروسيين والكورونيين والسيميغاليين.
ضمّت ليتوانيا -الواقعة على طول حوض نهر نيمان السفلي والأوسط- مناطق مختلفة ثقافيًا من ساموغيتيا (المعروفة بمدافن الهياكل العظمية في العصور الوسطى المبكرة)، وأقصى شرق أوكشتايتيا، أو ليتوانيا الرئيسة (المعروفة بمدافن حرق الجثث في القرون الوسطى المبكرة). كانت المنطقة نائية وغير ملفتة لأنظار الغرباء، بمن فيهم التجّار، ما يفسّر هويتها اللغوية والثقافية والدينية المنفصلة وتأخر الاندماج في الأنماط والتوجّهات الأوروبية العامة.
تُعدّ اللغة الليتوانية متحفظة جدًا بشأن ارتباطها الوثيق بالجذور الهندية الأوروبية. يُعتقد أنها اختلفت عن اللغة اللاتفية  -اللغة الحالية الأكثر ارتباطًا- في القرن السابع تقريبًا. حوفِظ لمدة طويلة على الأساطير والعادات الوثنية الليتوانية التقليدية، مع العديد من العناصر القديمة. حافظوا على طقوس حرق جثث الحكّام إلى أن تحوّلوا إلى المسيحية: نجت أوصاف مراسم حرق جثتي الدوقين العظيمين ألجيرداس وكاستوتيس.
يُعتقد أن القبيلة الليتوانية تطورت بشكل ملحوظ في نهاية الألفية الأولى. وردت أول إشارة معروفة إلى ليتوانيا بكونها أمّة («ليتوا») في حوليات دير كيدلينبرغ، بتاريخ 9 مارس 1009. في عام 1009، وصل المبشّر برونو من كويرفورت إلى ليتوانيا وعمّد الحاكم الليتواني «الملك نيثيمير».

### تشكيل الدولة الليتوانية
من القرن التاسع إلى القرن الحادي عشر، تعرّض شعب البلطيق الساحلي للغارات من قبل الفايكنغ، وجمع ملوك الدنمارك الضرائب في بعض الأحيان. خلال القرنين العاشر والحادي عشر، كانت الأقاليم الليتوانية من بين الأراضي التي تدفع الضرائب لروس الكييفية، وكان ياروسلاف الحكيم من بين الحكام الروثينيين الذين غزوا ليتوانيا (منذ عام 1040). منذ منتصف القرن الثاني عشر، كان الليتوانيون هم من يغزون أراضي الروثينيين. في عام 1183، تعرّضت بولوتسك وبسكوف للتدمير، وحتى جمهورية نوفغورود البعيدة والقوية تعرّضت للتهديد بشكل متكرر من خلال الرحلات القادمة من آلة الحرب الليتوانية الناشئة في نهاية القرن الثاني عشر.
في القرن الثاني عشر وما بعده، وقعت غارات متبادلة بين القوات الليتوانية والبولندية على فترات متقطعة، ولكن فُصل البلدان بوساطة أراضي اليوتفنجيين. في أواخر القرن الثاني عشر وصل التوسع الشرقي للمستوطنين الألمان (Ostsiedlung-أوستزيدلونغ) إلى منطقة مصبّ نهر دفينا. حدثت بعدها مواجهات عسكرية مع الليتوانيين في ذلك الوقت وفي نهاية القرن، ولكن في الوقت الحالي كانت اليد العليا لليتوانيين.
منذ أواخر القرن الثاني عشر، ظهرت قوة عسكرية ليتوانية منظّمة استُخدمت للغارات الخارجية، والنهب وجمع العبيد. عزّزت مثل هذه الأنشطة العسكرية والمالية التمييز الاجتماعي وأشعلت فتيل الصراع على السلطة في ليتوانيا. استهلّ هذا تشكيل الدولة المبكرة التي تطورت منها دوقية ليتوانيا الكبرى.

## دوقية ليتوانيا الكبرى (القرن الثالث عشر - 1569)

### الدولة الليتوانية من القرن الثالث عشر حتى الرابع عشر

#### ميندوغاس ومملكته
من أوائل القرن الثالث عشر، أصبحت الرحلات العسكرية الأجنبية المتكررة ممكنةً بفضل زيادة التعاون والتنسيق بين قبائل البلطيق. أُرسلت أربعون رحلة استكشافية من هذا النوع بين عامي 1201 و 1236 ضد روثينيا وبولندا ولاتفيا التي غزاها فرسان ليفوني في ذلك الوقت. نُهبت بسكوف وأُحرقت في عام 1213. في عام 1219، وقّع 21 رئيسًا لتوانيًا معاهدة سلام مع دولة غاليسيافولينيا. اعتُبر هذا الحدث على نطاق واسع أول دليل على أن قبائل البلطيق كانت تتحد وتتضامن.
من أوائل القرن الثالث عشر، أُسس تنظيمان عسكريان صليبيان ألمانيان، هما أخوة السيف الليفونيون وفرسان تيوتون، عند مصب نهر دفينا وفي كولمن لاند على التوالي. تحت ذريعة هداية السكان إلى المسيحية، شرعوا في احتلال جزء كبير من المنطقة التي أصبحت الآن لاتفيا وإستونيا، بالإضافة إلى أجزاء من ليتوانيا. ردًا على ذلك، اتحد عدد من المجموعات القبلية البلطيقية الصغيرة تحت حكم ميندوغاس. يُشار إلى ميندوغاس، الذي يُعدّ من كبار الدوق الخمسة المدرجين في معاهدة 1219، على أنه حاكم ليتوانيا كلّها اعتبارًا من 1236 في التسلسل الزمني الليفوني المقفّى.
في عام 1236 أعلن البابا حملة صليبية ضد الليتوانيين. هزم الساموغيتيون، بقيادة فيكنتاس، منافس ميندوغاس، الأخوة الليفونيون وحلفائهم في معركة سول عام 1236، الأمر الذي اضطر الأخوة إلى التعاون مع فرسان التيوتون في 1237، إلا أن ليتوانيا كانت محاصرة بين قوتين.
بنحو عام 1240، سيطر ميندوغاس على كل أوكستايتيا. بعد ذلك، غزا منطقة بلاك روثينيا (التي تضم غرودنو، وبرست، نافاغرودك والأراضي المحيطة بها). كان ميندوغاس في طور توسيع سيطرته إلى مناطق أخرى، وقتل المنافسين أو إرسال الأقارب وأعضاء العشائر المتنافسة شرقًا إلى روثينيا حتى يتمكنوا من الغزو والاستقرار هناك. وبالفعل ذلك ما حصل، لكنهم تمردوا أيضًا. شعر الدوق الروثيني دانيال ملك غاليسيا بوجود فرصة لاستعادة بلاك روثينيا، وفي 1249-1250 نظّم تحالفًا قويًا مناهضًا لميندوغاس (و «مناهض للوثنيين») شمل منافسي ميندوغاس، واليوتفينجيان، والساموغيتيان، وفرسان تيوتون الليفونيون. ومع ذلك، استغل ميندوغاس المصالح المتباينة في الائتلاف الذي واجهه.
في عام 1250، دخل ميندوغاس في اتفاقية مع أخوية تيوتون. وافق على قبول المعمودية (نُفذ ذلك في عام 1251) وتنازل عن مطالبته ببعض الأراضي في غرب ليتوانيا، والتي كان من المقرر أن يحصل عليها مقابل التاج الملكي. تمكن ميندوغاس بعد ذلك من التصدي لهجوم عسكري من التحالف المتبقي في عام 1251، وبدعم من الفرسان، ظهر منتصرًا لتأكيد حكمه على ليتوانيا.
في 17 يوليو 1251، وقع البابا إنوسنت الرابع على مرسومين بابويين أمرا أسقف تشيمنو بتتويج ميندوغاس ملكًا لليتوانيا، وتعيين أسقف لليتوانيا، وبناء كاتدرائية. في عام 1253، توج ميندوغاس وتأسست مملكة ليتوانيا للمرة الأولى والوحيدة في تاريخ ليتوانيا. «منح» ميندوغاس أجزاء من يوتفينجيا وساموجيتيا لم يكن يسيطر عليها للفرسان في 1253-1259. وُطد السلام مع دانيال ملك غاليسيا في عام 1254 من خلال صفقة زواج جمعت بين ابنة ميندوغاس وابن دانيال شيفارن. تاوتفيلاس، ابن أخ ميندوغاس عاد إلى دوقية بولوتسك وترك ساموغيتيا، وسرعان ما حكمها ابن أخ آخر، ترينيوتا.
في عام 1260، وافق الساموغيتيون، المنتصرون على فرسان تيوتون في معركة دوربي، على الخضوع لحكم ميندوغاس بشرط أن يتخلى عن الديانة المسيحية. استجاب الملك بإنهاء التحول الناشئ لبلاده، وبذلك تجدد النزاع المناهض للتيوتون (في النضال من أجل الساموغيتيون) ووسع ممتلكاته الروثينية. لم يكن من الواضح ما إذا كان هذا مصحوبًا بارتداده هو شخصيًا عن الدين. وهكذا أسس ميندوغاس المبادئ الأساسية لسياسة ليتوانيا في العصور الوسطى: الدفاع ضد توسع فرسان تيوتون من الغرب والشمال وغزو روثينيا في الجنوب والشرق.
كان ميندوغاس هو المؤسس الرئيسي للدولة الليتوانية. أسس لفترة من الوقت مملكة مسيحية تحت حكم البابا بدلًا من الإمبراطورية الرومانية المقدسة، في وقت لم تعد فيه الشعوب الوثنية المتبقية في أوروبا تعتنق المسيحية سلميًا، بل بالغزو.